# Yola Ramírez
Dit is een Spaanse naam; Ramírez is de vadernaam en Partida is de moedernaam.
Yolanda del Monte Carmelo Ramírez Partida (Teziutlán, 1 maart 1935 – 9 maart 2025) was een tennisspeelster uit Mexico.
In 1958 won ze met landgenote Rosie Reyes het dubbelspeltoernooi van Roland Garros.
In het enkelspel bereikte zij de finale van Roland Garros in 1960 en 1961.
Op 29 augustus 1962 trad zij in het huwelijk met Alfonso Ochoa.
In 1972 speelde Ramírez acht partijen voor Mexico op de Fed Cup
Ze overleed op 90-jarige leeftijd.